# Wimbledon Championships 2023/Herrendoppel-Rollstuhl
Das Herrendoppel (Rollstuhl) der Wimbledon Championships 2023 war ein Rollstuhltenniswettbewerb in London und fand vom 12. bis zum 16. Juli statt.
Vorjahressieger waren Gustavo Fernández und Shingo Kunieda.

## Setzliste
| Nr. | Paarung                         | Erreichte Runde |
| --- | ------------------------------- | --------------- |
| 01. | Alfie Hewett Gordon Reid        | Sieg            |
| 02. | Joachim Gérard Ruben Spaargaren | Halbfinale      |

## Hauptrunde
Zeichenerklärung
- Q = Qualifikant
- WC = Wildcard
- LL = Lucky Loser
- ITF = qualifiziert über ITF-Ranking
- ALT = alternate (Ersatz)
- PR = Protected Ranking
- SE = Special Exempt
- r = retired (Aufgabe)
- d = Disqualifikation
- w.o. = walkover
- [ ] = Match-Tie-Break

|  | Halbfinale | Halbfinale                            | Halbfinale | Halbfinale | Halbfinale |  |  | Finale | Finale                   | Finale | Finale | Finale |
|  |            |                                       |            |            |            |  |  |        |                          |        |        |        |
|  |            |                                       |            |            |            |  |  |        |                          |        |        |        |
|  | 1          | Alfie Hewett Gordon Reid              | 7          | 6          |            |  |  |        |                          |        |        |        |
|  |            | Martín de la Puente Gustavo Fernández | 5          | 3          |            |  |  |        |                          |        |        |        |
|  |            |                                       |            |            |            |  |  | 1      | Alfie Hewett Gordon Reid | 3      | 6      | 6      |
|  |            |                                       |            |            |            |  |  |        | Takuya Miki Tokito Oda   | 6      | 0      | 3      |
|  |            | Takuya Miki Tokito Oda                | 6          | 6          |            |  |  |        |                          |        |        |        |
|  | 2          | Joachim Gérard Ruben Spaargaren       | 3          | 4          |            |  |  |        |                          |        |        |        |
|  |            |                                       |            |            |            |  |  |        |                          |        |        |        |